# Isidoro Noblía
Isidoro Noblía ist eine im Departamento Cerro Largo gelegene Stadt im Osten Uruguays.

## Geographie
Sie befindet sich im Norden des Departamentos in 15 Kilometern Entfernung zur Grenze zum uruguayischen Nachbarland Brasilien und etwa 45 Kilometer von der südlich gelegenen Departamento-Hauptstadt Melo entfernt. Wenige Kilometer nördlich, verbunden mit der Ruta 8, ist die Grenzstadt Aceguá gelegen. Dort befindet sich ein offizieller Grenzübergang ins Nachbarland Brasilien.

## Geschichte
Isidoro Noblía wurde im Oktober 1942 gegründet. Durch das Gesetz Ley 13.167 vom 15. Oktober 1963 erhielt der Ort den Status eines Pueblo (Ortschaft) zugesprochen, seit der im Ley 16.312 getroffenen Regelung vom 20. Oktober 1992 ist Isidoro Noblía Stadt (Villa).

## Infrastruktur

### Bildung
Isidoro Noblía verfügt mit dem 1987 gegründeten Liceo Rural de Isidoro Noblía über eine weiterführende Schule (Liceo). 2008 wurden an der Schule 240 Schüler unterrichtet.

### Kultur
Isidoro Noblía ist Austragungsort des Festival del Arroz (auf Deutsch: Reis-Festival), das seit 2003 bereits in seiner sechsten Auflage stattfand. Diese von den Reisproduzenten und dem örtlichen Club de Leones organisierte sozio-kulturelle Veranstaltung ist thematisch dem in der Region angebauten Reis gewidmet. Neben Ausstellungen, Umzügen und Wettbewerben zu Produktionsmitteln, Technischem und Kulinarik, findet jeweils auch die Wahl der Reina del Arroz, der Reiskönigin, statt.

## Einwohner
Isidoro Noblía hatte bei der Volkszählung im Jahre 2011 2.331 Einwohner, davon 1.153 männliche und 1.178 weibliche.
| Jahr | Einwohner |
| ---- | --------- |
| 1963 | 863       |
| 1975 | 1.228     |
| 1985 | 1.548     |
| 1996 | 1.964     |
| 2004 | 2.462     |
| 2011 | 2.331     |

Quelle: Instituto Nacional de Estadística de Uruguay

## Söhne und Töchter der Stadt
- Borys Barone (* 1994), Fußballspieler
- Nicola Pérez (* 1990), Fußballspieler